# Zwartstaartgraszanger
De zwartstaartgraszanger (Cisticola melanurus) is een zangvogel uit de familie Cisticolidae.

## Verspreiding en leefgebied
Deze soort komt voor in zuidwestelijk Congo-Kinshasa en noordelijk Angola.

## Status
De grootte van de populatie is niet gekwantificeerd en er is maar weinig over deze vogel bekend. Op de Rode lijst van de IUCN heeft deze soort daarom de status onzeker.